# NGC 895
NGC 895 é uma galáxia espiral (Sc) localizada na direcção da constelação de Cetus. Possui uma declinação de -05° 31' 16" e uma ascensão recta de 2 horas, 21 minutos e 36,5 segundos, sendo descoberta em 10 de Setembro de 1785 por William Herschel.